# Université d'Osnabrück
L'université d'Osnabrück (en allemand : Universität Osnabrück) est une université située à  Osnabrück en Basse-Saxe (Allemagne).
L'université est réputée pour proposer un grand nombre de programmes interdisciplinaires, dont certains sont ne sont que rarement offerts dans les universités allemandes, notamment les études européennes, la recherche et l'étude des migrations (en), les sciences des systèmes appliquées et les sciences cognitives.
L'université participe, à travers son programme d'études graduées en gouvernance démocratique et socité civile au DAAD, avec d'autres institutions d'enseignement en sciences politique et administrations politiques comme la Hertie School of Governance de Berlin et la Willy Brandt School of Public Policy (en) à Erfurt.
Parmi les anciens étudiants de l'université figure Christian Wulff, ancien président de la RFA.

## Historique

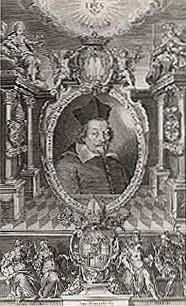
Cardinal Franz Wilhelm von Wartenberg, fondateur de l'université d'Osnabrück.

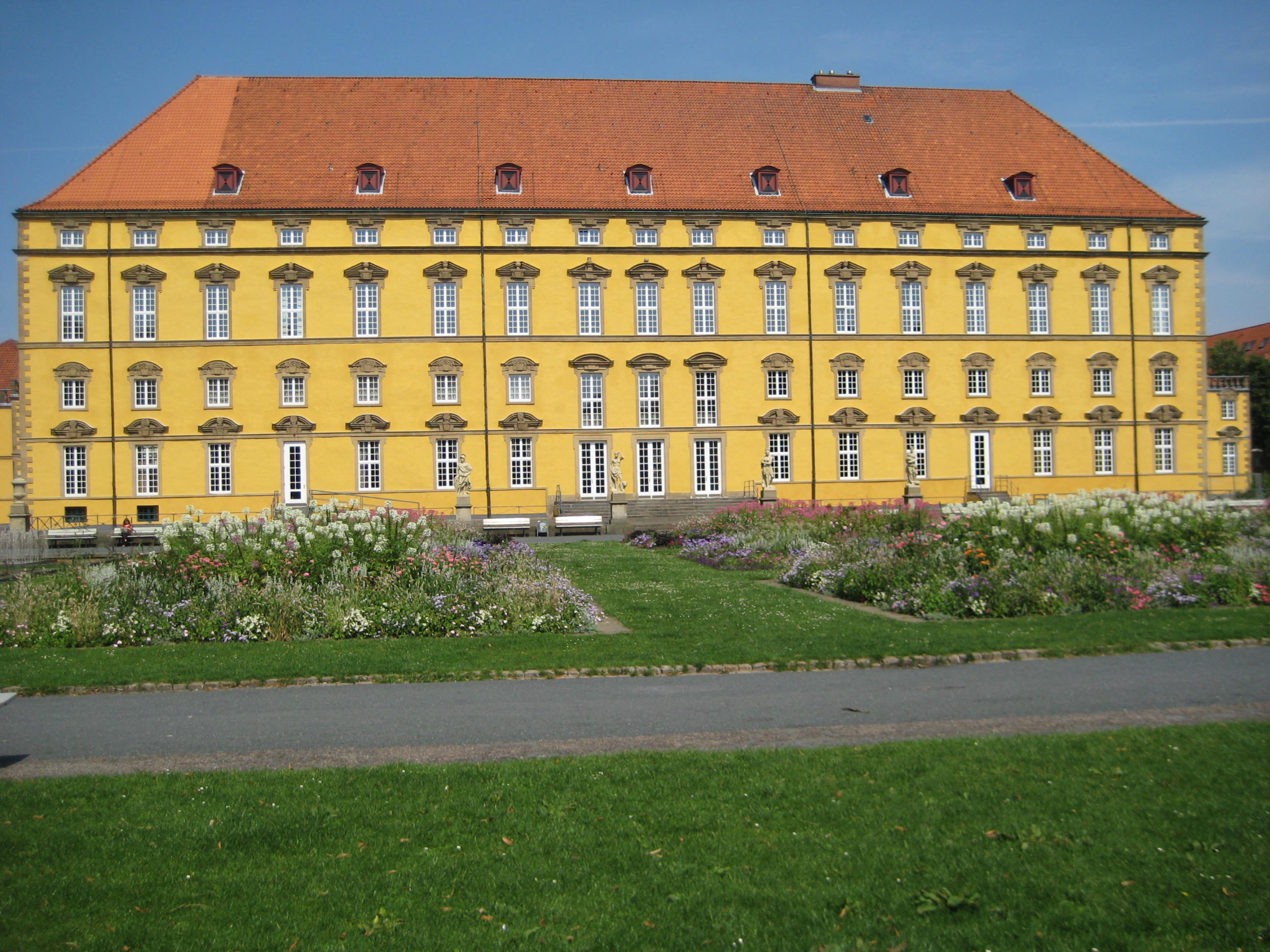
Château d'Osnabrück, bâtiment historique.

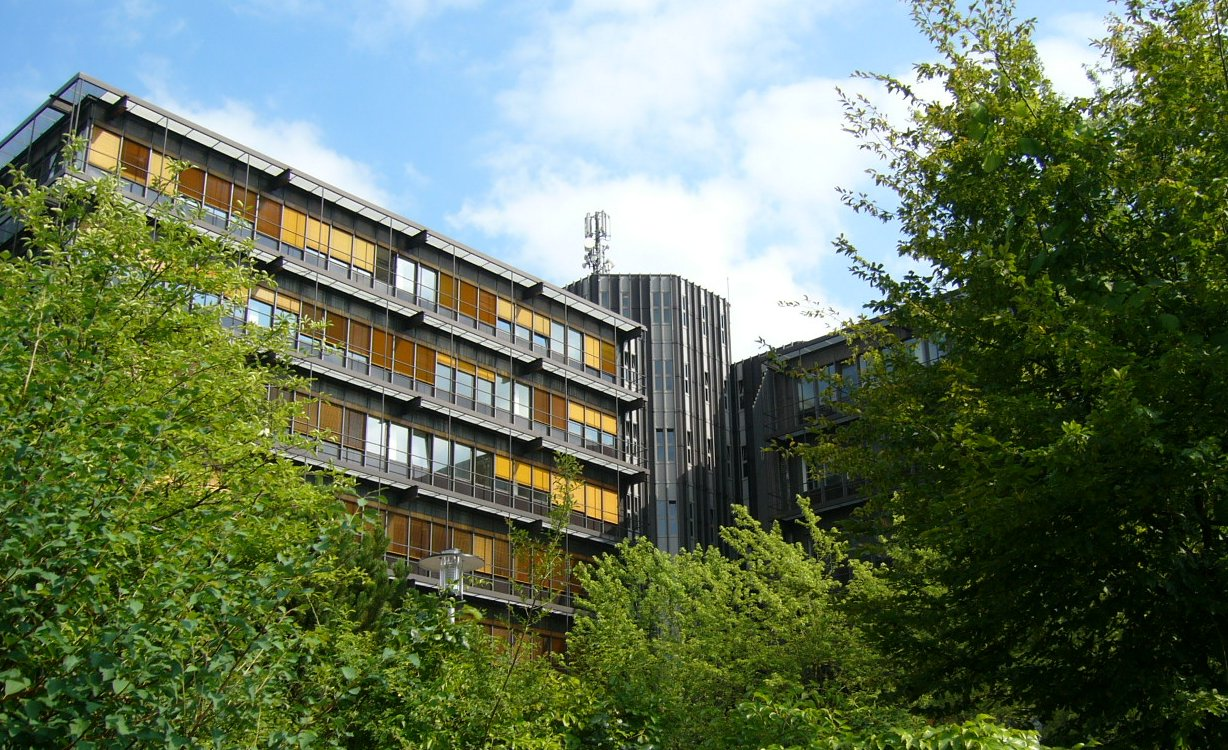
Bâtiment AVZ sur le Westerberg. Institut d'informatique et la bibliothèque des mathématiques et des sciences.

L'enseignement supérieur à Osnabrück commence en 1632 lorsque le lycée Carolinum d'Osnabrück (de) est transformé en université jésuite. Mais « Academia Carolina Osnabrugensis » est fermée un an plus tard lorsque les troupes suédoises reprennent Osnabrück, pour le parti protestant dans la guerre de Trente Ans. La décision de créer une université à Osnabrück a été prise par l’État de Basse-Saxe en 1970 ; l'université ouvre pour le semestre d'été 1974 ; elle prend la suite de l'École supérieure de pédagogie Adolf Reichwein, dont le siège se trouvait au château d'Osnabrück depuis 1953.

## Locaux
L'université d'Osnabrück n'a pas de campus central. La plupart des bâtiments de l'université sont situés dans deux zones de la ville, le centre-ville et la colline du Westerberg). Le bâtiment central et centre administratif est le château baroque d'Osnabrück, construit en 1667 par le prince-évêque protestant Ernest-Auguste de Hanovre, alors duc de Brunswick-Lunebourg, à la périphérie de la vieille ville. Les départements des sciences humaines et économiques ainsi du droit sont situés à proximité immédiate, répartis dans la partie ouest du centre-ville. Les départements de sciences naturelles, mathématiques et sciences humaines sont situés sur le Campus Westerberg à environ 20 minutes à pied. Le jardin botanique et la Hochschule Osnabrück (de) s'y trouvent également. Jusqu'en 1995, l'université de Vechta (de), aujourd'hui indépendante, faisait partie de l'université d'Osnabrück, sous la dénomination de « université d'Osnabrück - section Vechta ».

## Effectifs et administration
L'université compte environ 14000 étudiants, 1000 enseignants-chercheurs et 700 membre du personnel administratif. En tant que personne morale de droit public, le corps étudiant représente les étudiants inscrits auprès de l'université, de la direction de l'université et du public dans le cadre de l'auto-administration des étudiants. Une fois par an, le corps étudiant élit le Conseil étudiant, qui élit le Comité général des étudiants.

## Départements
Depuis 2015, l'université compte neuf départements (Fachbereiche)[:
- Département de sciences culturelles et sciences sociales
- Département des études pédagogiques et culturelles
- Département de physique
- Département de biologie-chimie
- Département de mathématiques-informatique
- Département d'études linguistiques et littéraires
- Département de sciences humaines
- Département des sciences économiques
- Département des sciences droit

## Personnalités liées à l'université

### Étudiants
- Sabine Riewenherm (1962-), biologiste et écologue, Présidente de l'Office fédéral pour la conservation de la nature
- Heinz Rudolf Kunze (1956-), écrivain et chanteur de rock allemand (étudiant en germanistique et en philosophie).
- Bernd Schlömer (1971-), homme politique allemand (FDP, ancien président du Parti Pirate) (étudiant en sciences sociales).
- Wolfgang Spickermann (1959-), historien de l'Antiquité allemand (étudiant en philosophie et en théologie catholique).
- Christian Wulff (1959-), homme politique allemand (CDU) et 10e président fédéral de la République fédérale d'Allemagne (étudiant en droit).